# Shine (canção de Natália Kelly)
"Shine" é uma canção gravada pela cantora austríaca Natália Kelly. A canção foi escrita por Andreas Relva, Nikola Paryla, Alexander Kahr e Natália Kelly. A canção é mais conhecida por ter representado a Áustria no Festival Eurovisão da Canção 2013 em Malmö, na Suécia. A canção competiu na primeira semi-final a 14 de maio de 2013, no entanto, não se qualificou para a final, ficando em 14º lugar comm 27 pontos.

## Faixas
Shine (Remix) - EP
1. Shine – 2:59
2. Shine (Edit) – 3:00
3. Shine (Radio Remix) – 3:58
4. Shine (SamV Club Remix) – 5:24

## Lista de posições
| Lista (2013)                | Melhor Posição |
| --------------------------- | -------------- |
| Austria (Ö3 Austria Top 40) | 26             |